# Irai
Irai ist eine französische Gemeinde mit 609 Einwohnern (Stand: 1. Januar 2022) im Département Orne in der Region Normandie. Sie gehört administrativ zum Arrondissement Mortagne-au-Perche und ist Teil des Kantons Tourouvre au Perche (bis 2015 Teil des Kantons L’Aigle-Est). Die Einwohner werden Idriuciens genannt.

## Geographie
Irai liegt am Fluss Avre, der die südliche und südöstliche Gemeindegrenze bildet. Umgeben wird Irai von den Nachbargemeinden Crulai im Norden und Nordwesten, Vitrai-sous-Laigle im Nordosten, Beaulieu im Süden und Osten, Tourouvre au Perche mit Randonnai im Süden sowie Les Aspres im Westen und Südwesten.

## Bevölkerungsentwicklung
| 1962                      | 1968 | 1975 | 1982 | 1990 | 1999 | 2006 | 2013 |
| ------------------------- | ---- | ---- | ---- | ---- | ---- | ---- | ---- |
| 503                       | 402  | 328  | 408  | 427  | 458  | 525  | 590  |
| Quelle: Cassini und INSEE |      |      |      |      |      |      |      |

## Sehenswürdigkeiten
- Kirche Saint-Pierre aus dem 15. Jahrhundert
- Schloss aus dem 17. Jahrhundert